# بنجامين كرامب
بنجامين كرامب (بالإنجليزية: Benjamin Crump)‏ هو محامي أمريكي، ولد في 10 أكتوبر 1969 في لومبيرتون في الولايات المتحدة.

## وصلات خارجية
- الموقع الرسمي
- بنجامين كرامب على موقع IMDb (الإنجليزية)
- بنجامين كرامب على موقع قاعدة بيانات الفيلم (الإنجليزية)